# Opius monilicornis
Opius monilicornis är en stekelart som beskrevs av Fischer 1962. Opius monilicornis ingår i släktet Opius och familjen bracksteklar. Inga underarter finns listade i Catalogue of Life.